# Przemęt (gmina)
Przemęt est une gmina rurale du powiat de Wolsztyn, Grande-Pologne, dans le centre-ouest de la Pologne. Son siège est le village de Przemęt, qui se situe environ 17 km au sud-est de Wolsztyn et 60 km au sud-ouest de la capitale régionale Poznań.
La gmina couvre une superficie de 225,31 km2 pour une population de 13 874 habitants en 2012.

## Géographie

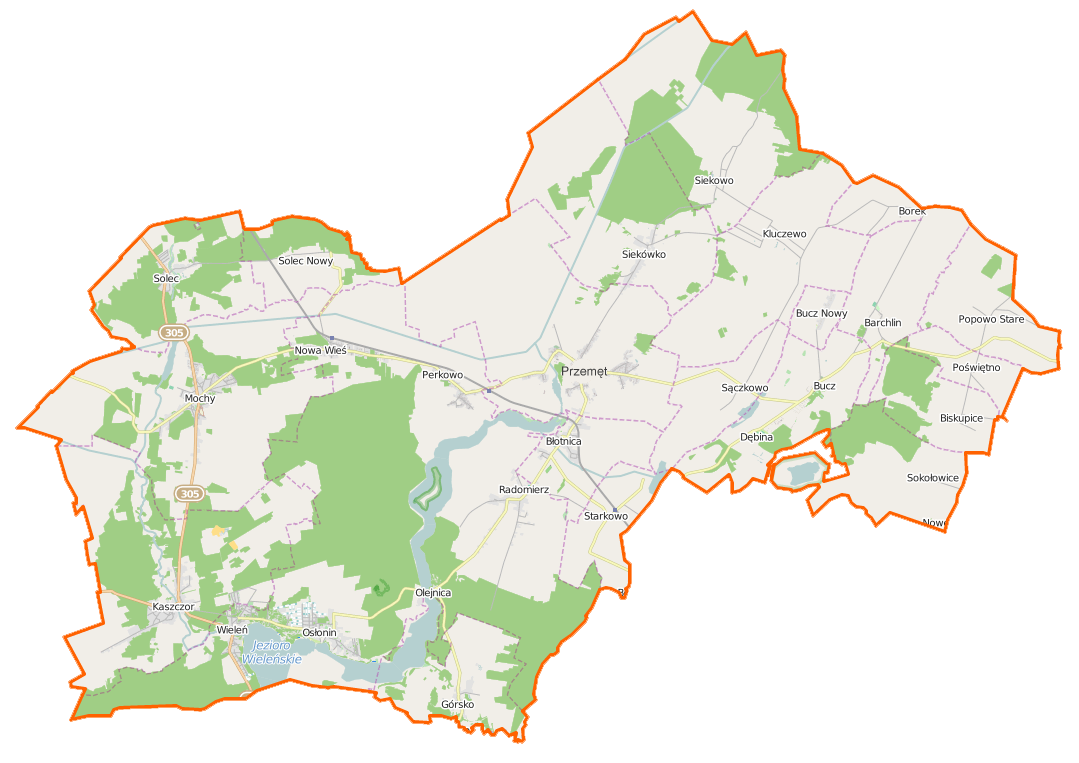
Plan de la gmina.

Outre le village de Przemęt, la gmina inclut les villages de:
- Barchlin
- Biskupice
- Błotnica
- Borek
- Bucz
- Górsko
- Kaszczor
- Kluczewo
- Mochy
- Nowa Wieś
- Olejnica
- Osłonin
- Perkowo
- Popowo Stare
- Poświętno
- Radomierz
- Sączkowo
- Siekowo
- Siekówko
- Sokołowice
- Solec
- Solec Nowy
- Starkowo
- Wieleń

### Gminy voisines
La gmina de Przemęt est bordée des gminy de :
- Rakoniewice
- Sława
- Śmigiel
- Wielichowo
- Wijewo
- Wolsztyn
- Włoszakowice

## Structure du terrain
D'après les données de 2002, la superficie de la commune de Przemęt est de 225,31 km², répartis comme tel :
- terres agricoles : 63,6 %
- forêts : 25 %

La commune représente 33,14 % de la superficie du powiat.

## Démographie
Données du 30 juin 2004 :
| Description        | Total  | Total | Femmes | Femmes | Hommes | Hommes |
| ------------------ | ------ | ----- | ------ | ------ | ------ | ------ |
| Unité              | Nombre | %     | Nombre | %      | Nombre | %      |
| population         | 13 512 | 100   | 6 754  | 50     | 6 758  | 50     |
| Densité (hab./km²) | 60     | 60    | 30     | 30     | 30     | 30     |